# بيه جيمس (كيبك)
بيه جيمس (بالإنجليزية: Baie-James) هي بلدية محلية في كيبيك تقع في كندا في Jamésie. يقدر عدد سكانها بـ 1,303 نسمة ومساحتها 335,818.20 كم2 .